# Viscos
Viscos település Franciaországban, Hautes-Pyrénées megyében. Lakosainak száma 34 fő (2022. január 1.). Viscos Chèze, Cauterets, Grust, Sazos, Saligos és Saligos községekkel határos.

## Népesség
A település népessége az elmúlt években az alábbi módon változott:
| Lakosok száma | 42   | 38   | 35   | 34   | 32   | 33   | 33   | 34   |
|               | 2013 | 2015 | 2017 | 2018 | 2019 | 2020 | 2021 | 2022 |